# Кособинський сільський округ (Сиримський район)
Кособи́нський сільський округ (каз. Қособа ауылдық округі, рос. Жосалинский сельский округ) — адміністративна одиниця у складі Сиримського району Західноказахстанської області Казахстану. Адміністративний центр — село Кособа.
Населення — 1041 особа (2021; 1331 у 2009, 1822 у 1999, 2171 у 1989).
Станом на 1989 рік існувала Кособинська сільська рада (села Жана-Орталик, Жидакудук, Киримкожа, Кірово). Село Киримкожа ліквідовано 2003 року.

## Склад
До складу округу входять такі населені пункти:
| Населений пункт      | Старі назви     | Населення, осіб (1989) | Населення, осіб (1999) | Населення, осіб (2009) | Населення, осіб (2021) |
| -------------------- | --------------- | ---------------------- | ---------------------- | ---------------------- | ---------------------- |
| Жиракудук, село      | Жидакудук       | 1095                   | 926                    | 678                    | 422                    |
| Кособа, село         | Кірово, Аякколь | 461                    | 546                    | 653                    | 619                    |
| --Жана-Орталик, село | -               | 409                    | -                      | -                      | -                      |
| Киримкожа, село      | Отділення-2     | 206                    | 350                    | -                      | -                      |
| Отділення-4, село    | -               | -                      | 0                      | -                      | -                      |